# Heinrich Überbruck von Rodenstein
Heinrich Joseph Maximilian Freiherr Überbruck von Rodenstein (* 2. September 1852 in Darmstadt; † 18. Oktober 1904 in Freiburg im Breisgau) war ein Gutsbesitzer und kurhessischer Kammerherr.

## Leben

### Herkunft und Familie
Die aus Frankreich eingewanderten Freiherren d´Outrepont  gaben sich den deutschen Namen Überbruck und mit dem Erwerb eines Teils der Rodensteiner Besitzungen durch den kurpfälzischen Geheimrat Franz Caspar Überbruck führte die Familie, die 1732 in den Reichsritterstand gehoben wurde, den Namen Überbruch von Rodenstein. Sie bildete den Grundstein für die späteren Generationen, die fast ausnahmslos in Diensten des Großherzogtums Hessen standen.

Wappen derer von Rodenstein

Heinrich Überbruck von Rodenstein wurde als Sohn des Geheimrats Maximilian Joseph Überbruck von Rodenstein (1810–1903) und dessen Ehefrau Elisabeth Theresia Freiin von Münch-Bellinghausen (1830–1852) geboren.
Am 16. Oktober 1877  heiratete er auf Schloss Mühlheim Elisabetha Theresia Freiin von Enzberg zu Mühlheim (1858–1929). Die Ehe blieb kinderlos.
Nach seinem Tod verkaufte seine Witwe das Schloss Tairnbach, das seine Vorfahren 1736 erbauen ließen, für 170.000 Goldmark an die Gemeinde Tairnbach. An die Stadt Bensheim verkaufte sie 1905 den Rodensteiner Hof, aus dessen Garten der heutige Stadtpark („Kurpark“) hervorging.

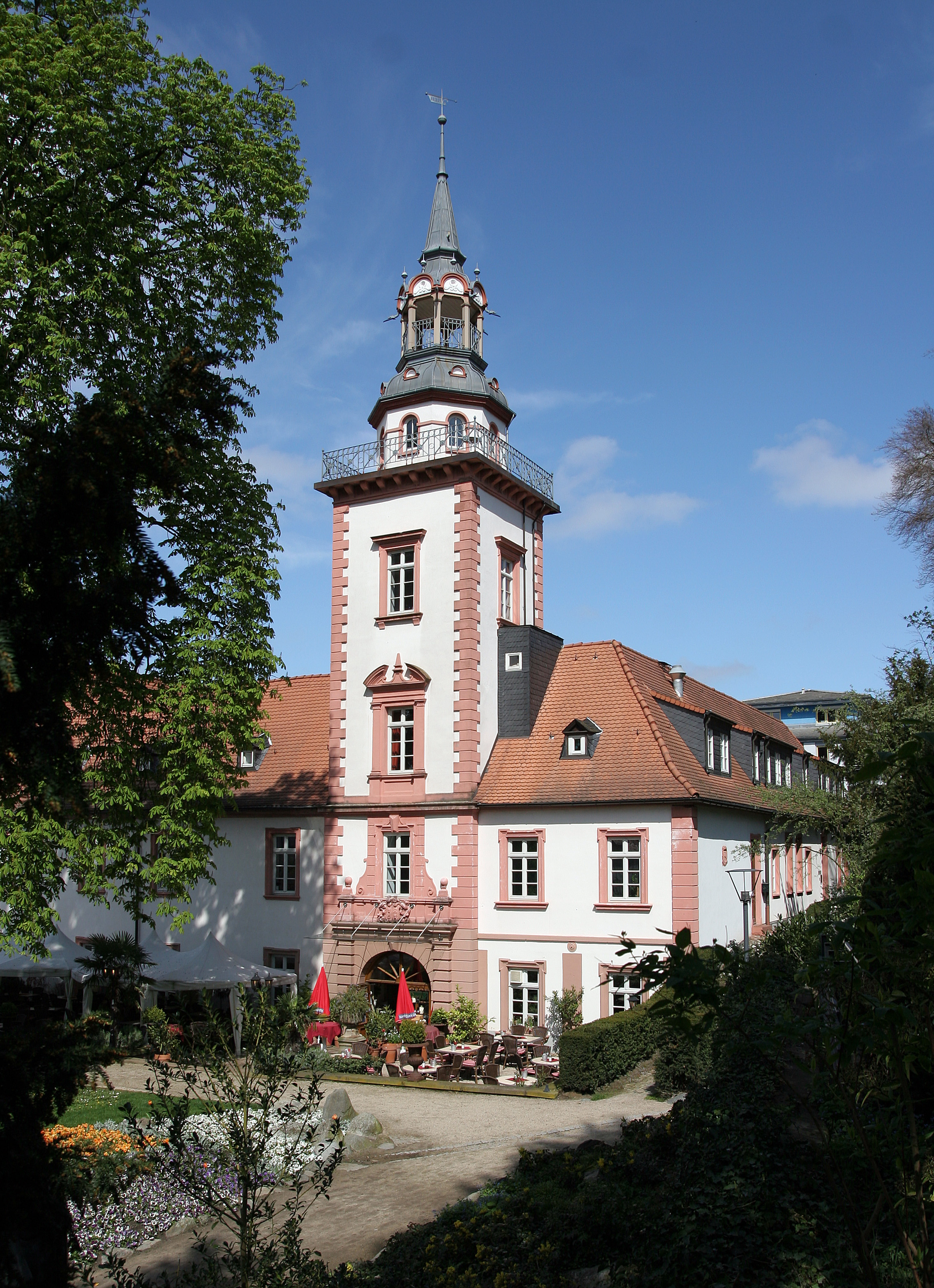
Der Rodensteiner Hof (die Südfassade im Stadtpark)

### Wirken
Er verwaltete und bewirtschaftete die Familienbesitzungen in Bensheim und Tairnbach und war wie sein Vater und
sein Großvater Heinrich Joseph Überbruck Freiherr von Rodenstein (1769–1857) in Diensten des Großherzogs von Hessen.
Als Kammerherr des Kurfürsten Friedrich Wilhelm I. war er die „rechte Hand“ des Landesherrn und nach dem Hofmarschall der zweithöchste Beamte im Großherzogtum. Zu seinen Aufgaben gehörten z. B. die Vorbereitung und Organisation von Privataudienzen des Landesherrn sowie die Erledigung von Sekretärsdiensten.
1903 kandidierte er als Mitglied des Zentrums im Wahlkreis 6 (Bensheim, Erbach, Lindenfels, Neustadt) ohne Erfolg für den Deutschen Reichstag.

### Auszeichnungen
- Ehrenritter des Malteserordens